# John Dowland
John Dowland (Dublin?, 1563. – London, 1626. február 20.), ír származású angol zeneszerző és lantjátékos.

## Munkássága
Fiatalságáról, tanulmányairól nem sokat tud a zenetörténet. Az biztos, hogy 1579-től öt évig a párizsi angol követ, Henry Cobham lantosa volt. Franciaországban áttért a katolikus hitre, talán ennek is tulajdonítható, hogy otthon nem kapott felvételt a királyi lantosok közé. Újra Európába utazott, eleget tett a braunschweigi herceg és a hesseni őrgróf megbízásának. A szívélyes fogadtatás ellenére rövid idő múlva Itáliába utazott. Velence és Firenze volt az első állomás, ahol neves zenészekkel és menekült angol katolikusokkal teremtett kapcsolatot. Dowlandot megrémítette a hír, ami szerint az emigránsok I. Erzsébet királynő meggyilkolására készülnek. Eredetileg ugyan Rómába akart menni Marenzio, a híres zeneszerző meghívására, de szinte menekülésszerűen Nürnbergbe utazott. Innen írta meg a hírt Angliába korábbi pártfogójának, Sir Cobhamnek. Egy idő múlva hazautazott, de változatlanul nem kapott komoly állást. 1598-ban igen komoly fizetésért IV. Keresztély dán király szolgálatába állt. 1606-ig maradt Dániában, ahonnan könnyelmű életvitele miatt kényszerült távozni. Angliába visszatérve Walden lord udvarában helyezkedett el. A lord kiváló kapcsolatai révén 1612-ben – I. Jakab király idején – végre a királyi udvar lantosává nevezték ki.
Dowland saját korában virtuóz lantjátékáról várt ismertté és kedveltté Európában, ismertebbé, mint hazájában. Nagyszámú zeneművet, főleg táncdarabokat szerzett lantra, de vallásos zenéket, zsoltárokat is írt. Legkiemelkedőbb és legmaradandóbb műfaja azonban az air, a lanttal kísért dal volt. Ebből négy gyűjteménye is megjelent még életében.